# Мидлтаун (Коннектикут)
Мидлтаун (англ. Middletown) — город в США.

## География
Город Мидлтаун расположен в северо-восточной части США, в штате Коннектикут. Он лежит на берегах реки Коннектикут, в 28 километрах южнее города Хартфордa, столицы этого штата. Мидлтаун является административным центром федерального округа Мидлсекс. В Мидлтауне расположен кампус Уэслианского университета, одного из самых престижных частных университетов Америки.

## История
7 февраля 2010 года, около 11:30 по местному времени, на работающей газовой теплоэлектростанции города произошёл сильный взрыв, вызвавший многочисленные человеческие жертвы и разрушения. Грохот его был слышен на расстоянии 25 километров от Мидлтауна.

## Города-побратимы
- Мелилли, Италия
- Кайей, Пуэрто-Рико

## Знаменитые горожане
В Мидлтауне родились:
- Дин Ачесон (1893—1971), министр иностранных дел США
- Стивен Ф. Чедвик (1825-1895), американский политик, губернатор Орегона
- Жюль Дассен (1911—2008), кинорежиссёр
- Фредерик У. Тру (1858—1914), биолог
- Джон Х. ван Флек (1899—1980), физик

## Известные уроженцы
См. категорию «Родившиеся в Мидлтауне».

## Галерея

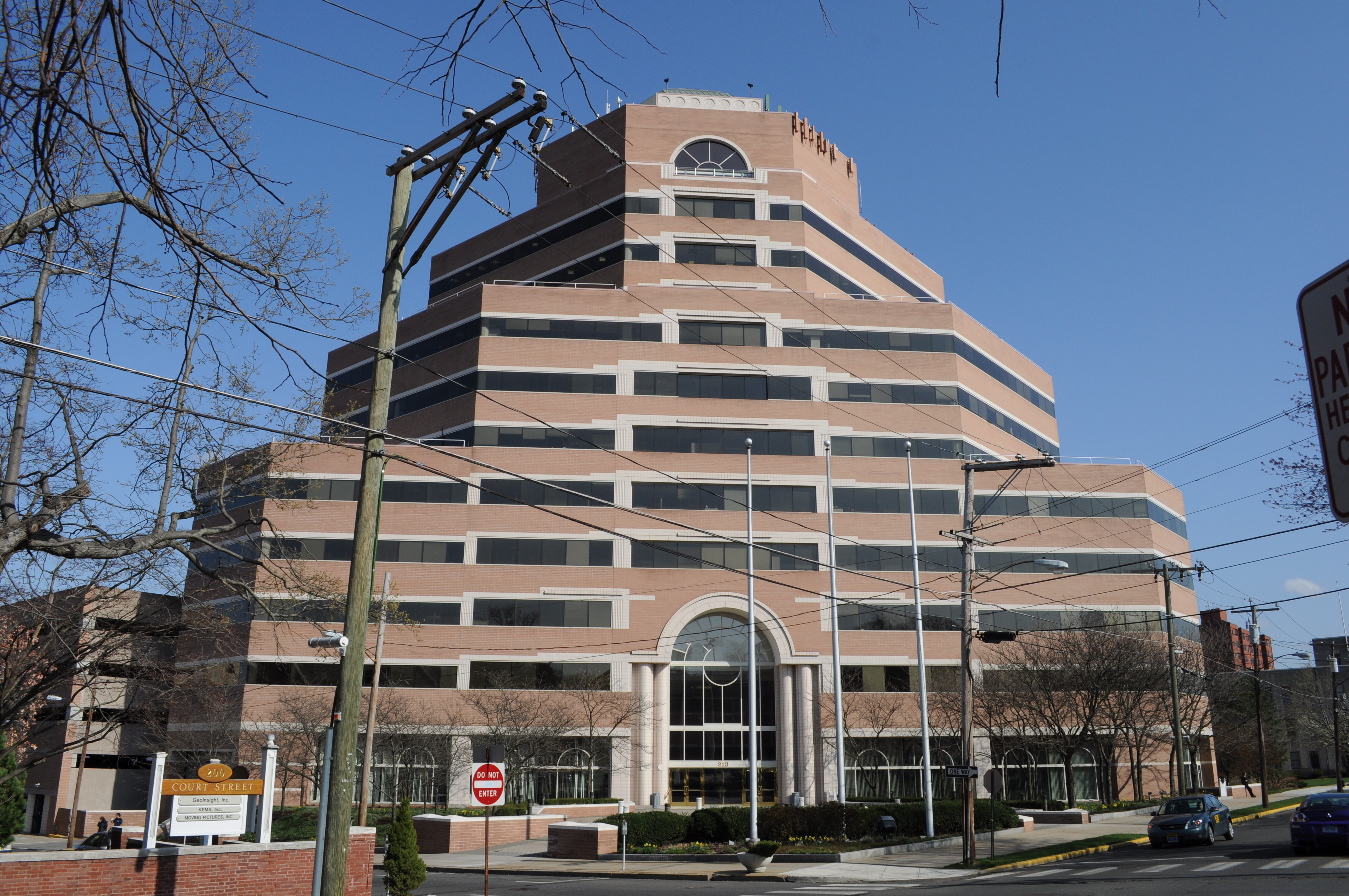
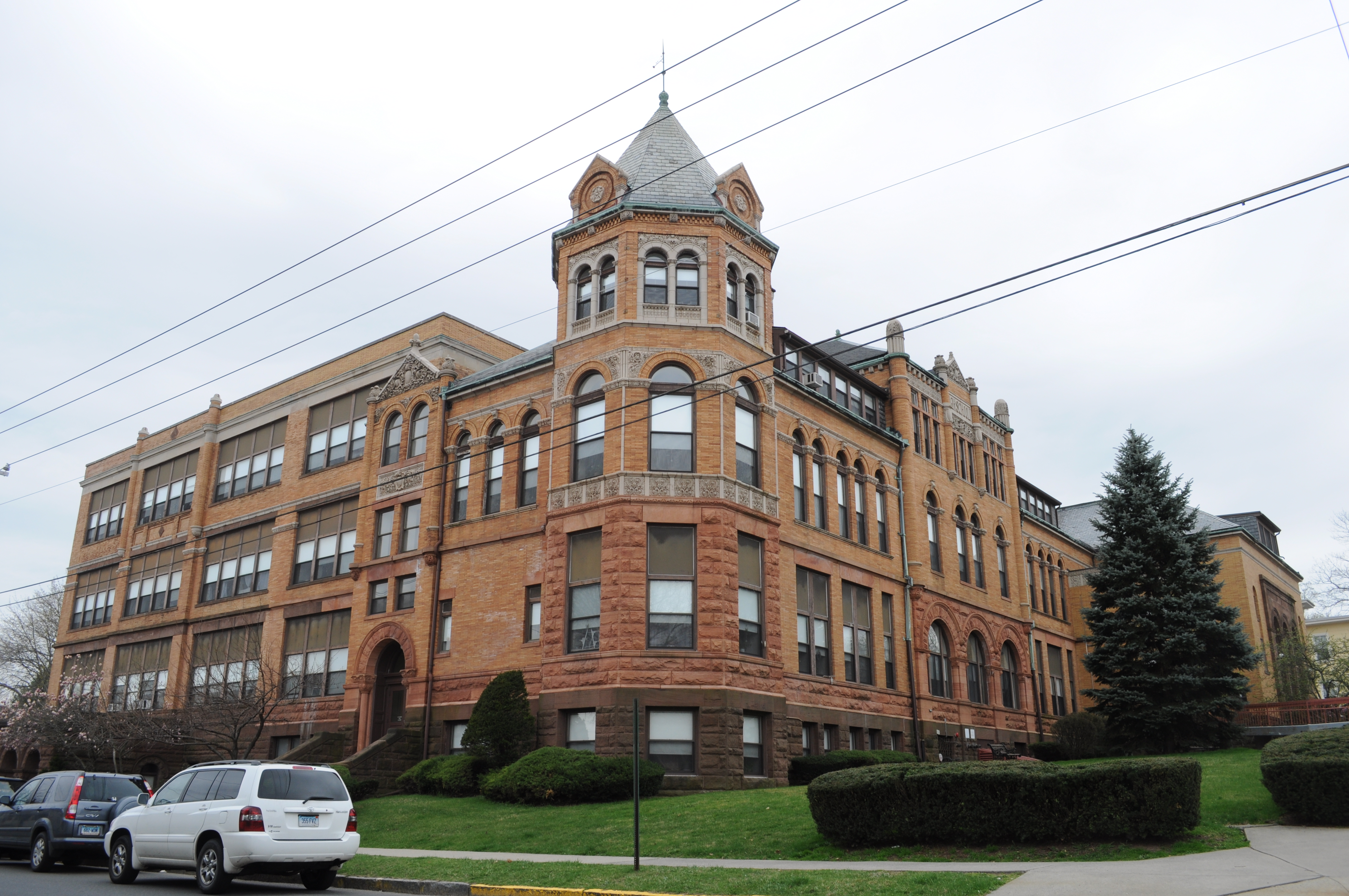
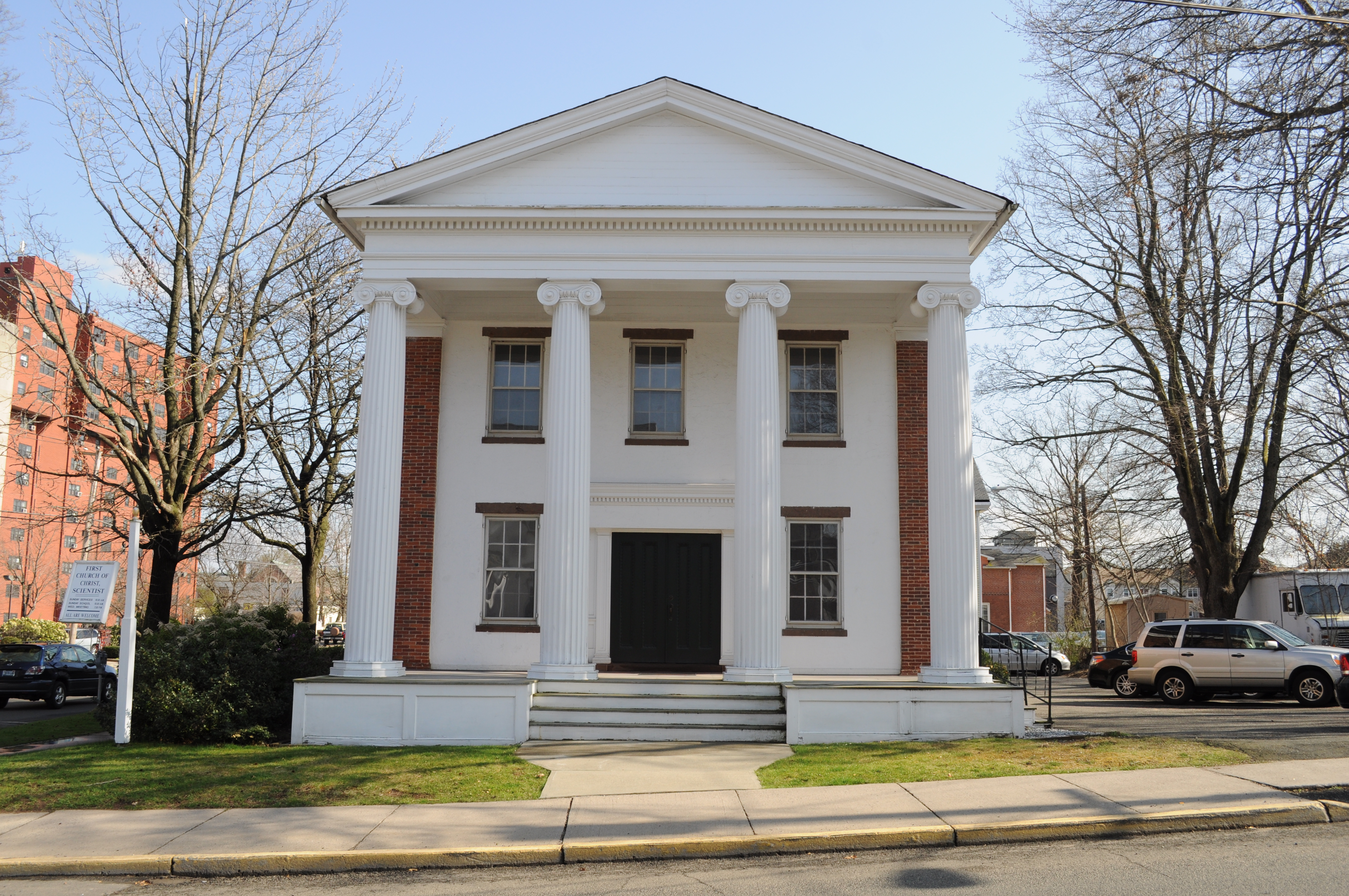
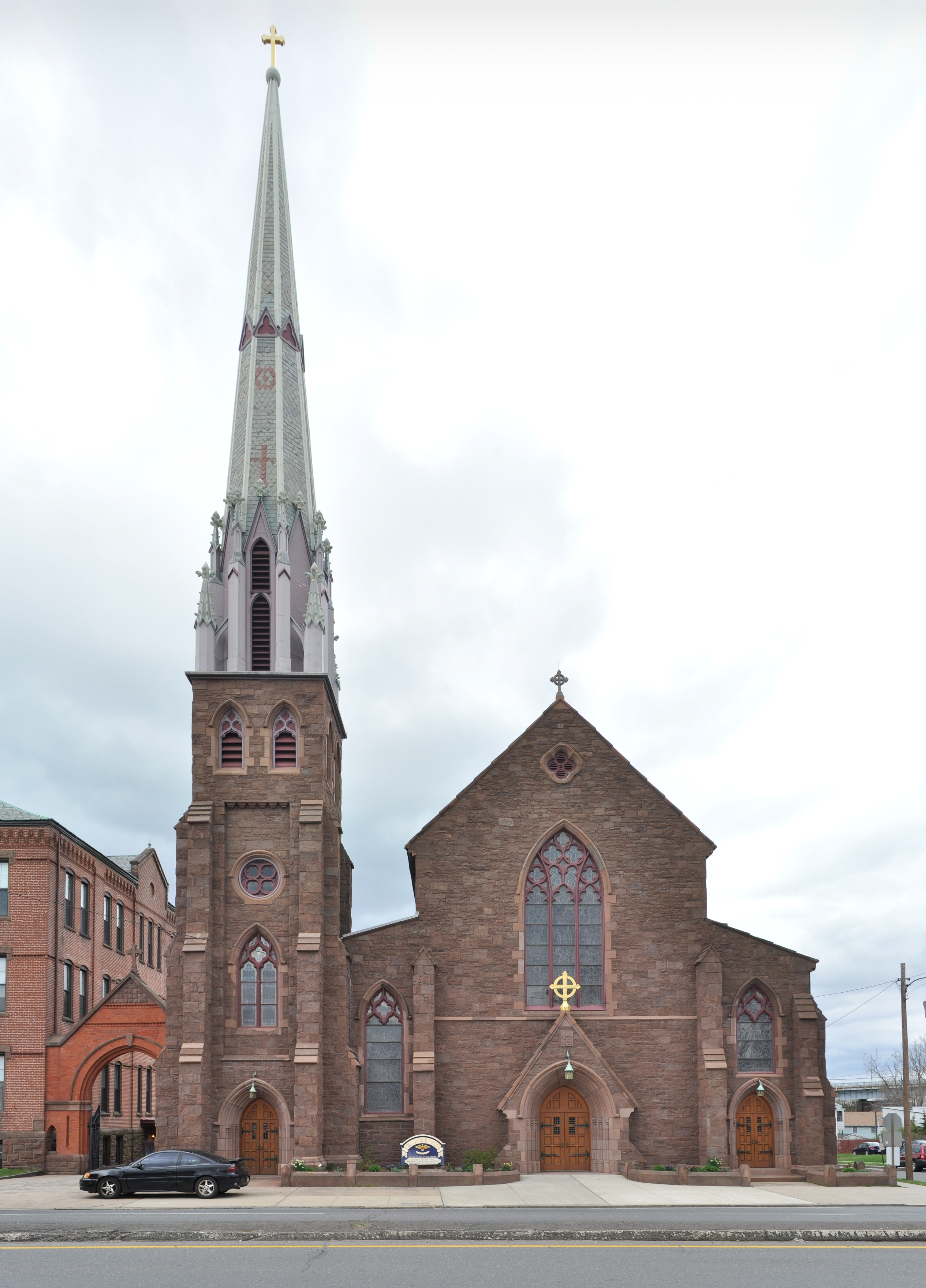
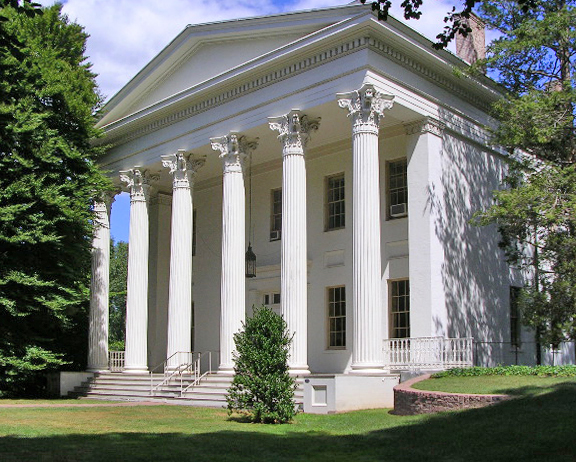